# Zenildo Lima da Silva

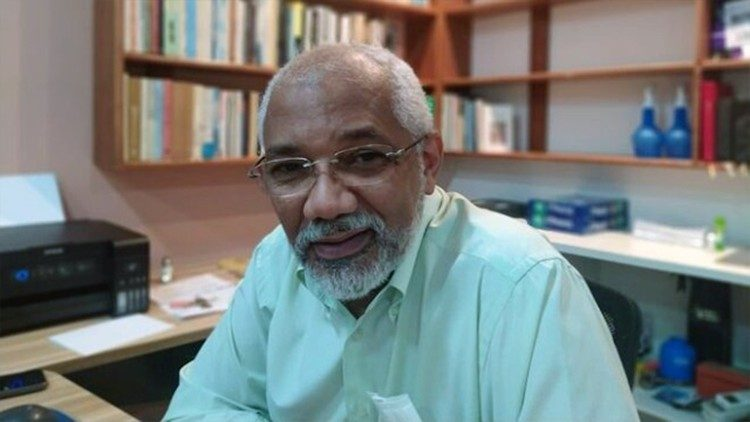
Zenildo Lima da Silva (2023)

Zenildo Lima da Silva (* 14. Oktober 1968 in Manaus, Bundesstaat Amazonas) ist ein brasilianischer römisch-katholischer Geistlicher und Weihbischof in Manaus.

## Leben
Zenildo Lima da Silva studierte von 1989 bis 1995 Philosophie und Katholische Theologie am erzbischöflichen Priesterseminar São José und am Centro de Estudos do Comportamento Humano (Ceneschi) in Manaus. Er arbeitete als Pfarrkoordinator in den Pfarreien Cristo Libertador (1993–1994) und Santa Luzia da Matinha (1995–1996) in Manaus. Zusätzlich koordinierte er von 1995 bis 1996 die Berufungspastoral im Erzbistum Manaus und in der Region Norte 1 der Brasilianischen Bischofskonferenz. Er wurde am 19. März 1996 zum Diakon geweiht und empfing am 4. August desselben Jahres das Sakrament der Priesterweihe für das Erzbistum Manaus.
Nach der Priesterweihe war Zenildo Lima da Silva zunächst von 1997 bis 1998 als Pfarrer der Pfarrei São Lázaro in Manaus sowie als Koordinator für die priesterliche Pastoral im Erzbistum Manaus und in der Region Norte 1 tätig.  1998 wurde er für weiterführende Studien nach Rom entsandt, wo er im Jahr 2000 an der Päpstlichen Universität Gregoriana mit der Arbeit Dimensão Eclesial do Ministério Presbiteral („Die ekklesiologische Dimension des priesterlichen Dienstes“) ein Lizenziat im Fach Dogmatik erwarb. Nach der Rückkehr in seine Heimat wirkte Zenildo Lima da Silva als Pfarrer der Pfarreien Santa Cruz (2000–2002), Nossa Senhora Auxiliadora (2003–2005) und São Raimundo (2007–2011) in Manaus. Von 2004 bis 2008 gehörte er auch dem Konsultorenkollegium, dem Priesterrat und dem Diözesanvermögensverwaltungsrat an. Zudem leitete er von 2006 bis 2013 das Instituto Superior de Teologia, Pastoral e Ensino Superior da Amazônia (ITEPES). Außerdem war er von 2004 bis 2008 Sekretär der nationalen Priesterkommission und von 2012 bis 2015 geschäftsführender Sekretär der Region Norte 1 der Brasilianischen Bischofskonferenz. Nachdem Zenildo Lima da Silva von 2015 bis 2016 kurzzeitig erneut als Pfarrer der Pfarrei São Raimundo in Manaus gewirkt hatte, wurde er Regens des erzbischöflichen Priesterseminars São José in Manaus. Ab 2023 gehörte er darüber hinaus wieder dem Priesterrat und dem Konsultorenkollegium des Erzbistums Manaus an.
Auf überdiözesaner Ebene fungierte Zenildo Lima da Silva von 2018 bis 2022 zusätzlich als Vizepräsident der Organização dos Seminários e Institutos do Brasil (OSIB). Ferner war er in den Jahren 1997, 2007, 2012, 2013, 2019, 2021 und 2022 Teilnehmer an den Treffen der Bischöfe des Amazonas. 2019 nahm er überdies an der Sonderversammlung der Bischofssynode zum Thema Amazonien – neue Wege für die Kirche und eine ganzheitliche Ökologie teil und verfasste die Synthese des nachsynodalen apostolischen Schreibens Querida Amazonia für das Amazonas-Netzwerk Red Eclesial Panamazónica (REPAM) mit. Im August 2023 wurde Zenildo Lima da Silva zudem Vizepräsident der Conferência Eclesial da Amazônia (CEAMA).
Am 27. September 2023 ernannte ihn Papst Franziskus zum Titularbischof von Maraguia und zum Weihbischof in Manaus. Der Erzbischof von Manaus, Leonardo Ulrich Kardinal Steiner OFM, spendete ihm am 15. November desselben Jahres im Centro de Convenções Studio 5 in Manaus die Bischofsweihe; Mitkonsekratoren waren der Erzbischof von Porto Velho, Roque Paloschi, und der emeritierte Prälat von Coari, Gutemberg Freire Régis CSsR. Sein Wahlspruch Scis quia amo te („Du weißt, dass ich dich liebe“) stammt aus Joh 21,16 .